# Juvenal Rodrigues de Moraes
Juvenal Rodrigues de Moraes ( 8 de novembro de 1907, São Paulo—16 de setembro de 2004, São Paulo) Foi um político brasileiro que serviu como deputado estadual e secretário de estado dos Negócios do Governo de São Paulo.
Durante sua carreira de 16 anos na política estadual de São Paulo, Juvenal Rodrigues de Moraes chegou a secretaria de estado dos Negócios. Foi também segundo Vice-Presidente da Assembléia do estado. Durante sua carreira foi parte de várias comissões.

## Biografia
Juvenal Rodrigues de Moraes nasceu na cidade de São Paulo no 7 de novembro de 1907, filho do professor Teodoro Rodrigues de Moraes e Joana Elisa Corrêa de Moraes. Sua família pertencia originalmente da nobreza da terra de Goiás. Seu Bisavô era Teodoro Rodrigues de Morais que exerceu a presidência e Goiás e foi deputado geral representado Goiás. Seu Avô, Antonio Augusto rodrigues de Moraes, foi o primeira da família a se estabelecer em São Paulo, antes exerceu o cargo de Chefe da polícia e foi Juiz de Direito no Mato Grosso. No estado de Goiás tinha vários relativos influentes como Coronel Francisco de Assis Moraes, Andrelino Rodrigues de Moraes e José de Assis Moraes. Na capital federal sua prima Tereza Moraes Bacellar atuava como socialite. 
Juvenal se Formou em contabilidade e Jornalismo. Foi casado três vezes e morreu no hospital alvorada em São Paulo. Seu corpo foi velado no Salão Nobre 23 de Maio - MMDC da Assembleia legislativa de São Paulo.

## Carreira Política

### Deputado estadual
Juvenal Rodrigues de Moraes iniciou sua carreira política em 1954 se elegendo como deputado estadual de São Paulo pelo Partido Social Democrático com 6.401 votos, sendo empossado em 12 de março de 1955. Entre 1955-56 foi membro da commissão da Assistência Social e de Serviço Público como efetivo, e como suplente nas comissões de Divisão Administrativa e Judiciária e na de Industria e Comercio. Participou de comissões especiais como a de Conhecimento da família de Japoneses presos pela polícia de Santo André, a comissão para apurar as causas do retardamento da construção da Usina de Caraguatatuba e a do não cumprimento por parte do então governador Jânio Quadros de dispositivo legal (lei de responsabilidades).  Em 1956-57 continuou como membro efetivo das comissões da Assistência Social e de Serviço Público. Também foi integrante da comissão especial que estudou o custo e eficiência dos serviços públicos. Em 1958-59 foi membro efetivo da comissão de Serviço Civil e suplente nas de Constituição e justiça e obras públicas, transportes e comunicação.

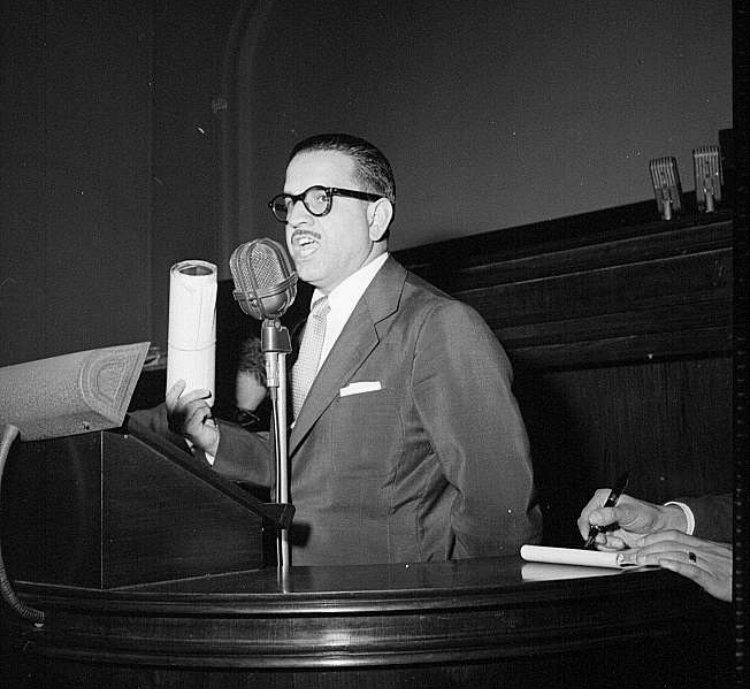

Em 1958 foi eleito deputado como membro do Partido Social Democrático com 10.708 votos. Entre 1959-1961 foi membro efetivo da comissão de Serviço civil e foi suplente na de Economia. Foi membro de comissões especiais que pleiteou com o governo estadual e federal na questão de aumento das quotas de trigo para moinhos paulistas. Entre 1961 e 1962 foi novamente membro efetivo da comissão de Serviço Civil e foi suplente na de Assistência social. Continuou na de Serviço Civil em 1962/1963 e também foi suplente na de Educação e Cultura.

### Secretário Estatale Vice-Presidente daassembleia legislativa de São Paulo
Nas eleições de 1962 se candidatou como membro do Partido Social Progressista, em coligação com o PSD, ganhando 9.339 votos. Em 1963 Ademar de Barros o convidou para ser o Secretário de estado dos Negócios do Governo. Juvenal Rodrigues de Moraes Aceitou e tomou posse do cargo em 4 de fevereiro de 1963. Em 12 de junho de 1966 pediu exoneração do cargo por causa da cassação do governo paulista por ato institucional do regime militar.
Em 1966 Juvenal Rodrigues de Moraes foi eleito novamente como deputado estadual, dessa vez sendo membro do então novo partido ARENA. Em 12 de março de 1967 foi eleito como 2º vice-presidente da Assembléia. A mesa foi presidida pelo Deputado Nelson Pereira. Em 1968 foi re-eleito e exerceu o cargo até 1970. Em 1970 a 1971 foi membro efetivo da comissão de Serviço Civil e foi suplente na de Cultura, Esporte e Turismo. Em 15 de novembro de 1970 se candidatou novamente ao Palácio de julho, como membro da ARENA obtendo apenas uma suplência.